# Michael Fray
Pour les articles homonymes, voir Fray (homonymie).
Michael « Mike » Fray (né le 3 septembre 1947 en Jamaïque et mort le 6 novembre 2019 à Kingston) est un athlète jamaïcain, spécialiste des épreuves de sprint, ancien codétenteur du record du monde du relais 4 × 100 m.

## Biographie
En 1966, il remporte la médaille d'argent du relais 4 × 100 mètres lors des Jeux de l'Empire britannique et du Commonwealth de 1966, puis s'adjuge la médaille d'or lors des Jeux d'Amérique centrale et des Caraïbes.
Il est médaillé de bronze du relais 4 × 400 mètres lors des Jeux panaméricains de 1967.
Il se classe septième du 200 mètres et quatrième du 4 × 100 m lors des Jeux olympiques de 1968, à Mexico. Lors de cette compétition, il améliore à deux reprises le record du monde du 4 × 100 m, en séries (38 s 65) puis en demi-finale (38 s 39), en compagnie de Errol Stewart, Clifton Forbes et Lennox Miller.
Médaillé de bronze sur 100 m aux Jeux d'Amérique centrale et des Caraïbes de 1970, il participe aux Jeux olympiques de 1972 à Munich, et se classe cinquième de la finale du 100 m (10 s 40, record personnel).
Il est retrouvé mort le 6 novembre 2019  à Kingston, d'un présumé suicide par pendaison.

### Palmarès
| Date | Compétition                                     | Lieu     | Résultat | Épreuve   | Performance   |
| ---- | ----------------------------------------------- | -------- | -------- | --------- | ------------- |
| 1966 | Jeux de l'Empire britannique et du Commonwealth | Kingston | 2e       | 4 × 100 m | 40 s 0        |
| 1966 | Jeux d'Amérique centrale et des Caraïbes        | San Juan | 1er      | 4 × 100 m | 40 s 5        |
| 1967 | Jeux panaméricains                              | Winnipeg | 3e       | 4 × 400 m | 3 min 05 s 99 |
| 1968 | Jeux olympiques                                 | Mexico   | 7e       | 200 m     | 20 s 63       |
| 1968 | Jeux olympiques                                 | Mexico   | 4e       | 4 × 100 m | 38 s 47       |
| 1970 | Jeux d'Amérique centrale et des Caraïbes        | Panama   | 3e       | 100 m     | 10 s 45       |
| 1972 | Jeux olympiques                                 | Munich   | 5e       | 100 m     | 10 s 40       |

### Records
| Épreuve | Performance | Lieu   | Date            |
| ------- | ----------- | ------ | --------------- |
| 100 m   | 10 s 40     | Munich | 31 août 1972    |
| 200 m   | 20 s 39     | Mexico | 15 octobre 1968 |